# Ozërnyj (Oblast' di Tver')
Ozërnyj (in russo Озёрный?; chiamato precedentemente Vypolzovo e Bologoe-4) è un insediamento di tipo urbano della Russia europea, situato nell'oblast' di Tver'. È un'entità amministrativo-territoriale chiusa (ZATO).
Si trova nella parte settentrionale della regione di Tver', al confine con l'oblast' di Novgorod. Fino al 1992 la popolazione del villaggio veniva conteggiata come parte di quella che allora era la città di Vypolzovo.